# Джонсон, Филип
Филип Джонсон (англ. Philip Johnson; 8 июля 1906 — 25 января 2005) — основоположник и ведущий представитель «интернационального стиля» в американской архитектуре середины XX века. Лауреат первой Притцкеровской премии (1979). Кавалер Золотой медали Американского института архитектуры (1978).

## Биография
Родился в Огайо, в Кливленде в 1906 году в семье преуспевающего адвоката. Джонсон изучал историю и философию в Гарварде, но в 1928 году весь ход его жизни изменила встреча с Людвигом Мисом ван дер Роэ. По возвращении из поездки по Европе Джонсон первым познакомил американцев с теорией и архитектурной практикой Миса ван дер Роэ, Гропиуса и Ле Корбюзье — архитекторов, которых Джонсон определил как представителей «интернационального стиля».
В 1932 году стал инициатором и организатором выставки «Современная архитектура: интернациональная выставка» в Музее современного искусства в Нью-Йорке, которая обозначила интернациональный стиль. Выставка стала первым проектом Музея современного искусства, связанным с архитектурой и одной из первых музейных выставок по архитектуре в целом.

## Период модернизма
Став во главе архитектурного подразделения Музея современного искусства, Джонсон способствовал пропаганде архитектурного модернизма в Америке, написал обстоятельную монографию о Мис ван дер Роэ и убедил его перебраться в США.
На территории своей усадьбы в штате Коннектикут он воплотил принадлежащие Мису ван дер Роэ идеи архитектурного минимализма при проектировании «Стеклянного дома» (1949). С этого времени он начал работать как архитектор-практик, создав вместе с Мисом такой яркий образец «интернационального стиля», как небоскрёб Сигрем-билдинг в Нью-Йорке (1956).

## Период постмодернизма и поздние проекты
По мере падения популярности «интернационального стиля» в 1960-е годы Джонсон адаптировался к новым веяниям. В его проектах появляются изогнутые линии и аллюзии к историческим архитектурным стилям, свойственные постмодерну. В 1968 году вместе с Джоном Бёрджи основал собственное архитектурное бюро. Совместные проекты Джонсона и Берджи многочисленны — это и Уильямс-Тауэр в Хьюстоне (1983), и здание корпорации «Сони» в Нью-Йорке (1984), и «Губная помада» на Манхеттене (1986), и One Detroit Center (1993) в Детройте, и Ворота Европы в Мадриде (1996).
- Интерьер стеклянного дома (1949)
- Сад скульптур Музея современного искусства в Нью-Йорке (1953)
- Сигрем-билдинг (1958)
- Монастырь Святого Ансельма в Вашингтоне (1960)
- Атриум Театра Девида Коха в Линкольн-центре (1964)
- Кунстхалле в Билефельде, Германия (1968)
- Пенноци Плейс в Хьюстоне, Техас (1970–1976)

- Хрустальный Собор в Гарден Грув, Калифорния. Собор (1980) и башня (1990)
- Сони-билдинг (1984)
- Капелла Святого Василия в Университете Святого Томаса, Хьюстон (1992)
- Здание PPG в Питтсбурге, (1984).
- Липстик-билдинг, Нью-Йорк (1986)